# Міссандея
Міссандея з Наату (англ. Missandei) — персонажка серії фентезі-романів «Пісня льоду й полум'я» американського письменника Джорджа Мартіна. З'являється в книгах «Буря мечів» (2000), «Танець з драконами» (2011) і «Вітру зими». Рабиня, яку врятувала Данерис Таргарієн, зробивши своєю перекладачкою. Протягом телесеріалу Міссандея стає невідлучною частиною свити Данерис, супроводжуючи її на всіх політичних подіях, і найближчою подругою Матері Драконів, обговорюючи з Данерис як особисте життя, так і впливаючи на політичні справи: правителька довіряє їй і часто питає в неї поради.
У телесеріалі «Гра престолів» Міссандею грає англійська акторка Наталі Еммануель. У серіалі Міссандея вперше з'являється в третьому сезоні в якості другорядної персонажки і є основною персонажкою починаючи з п'ятого сезону.